# Konstal 116N
Konstal 116N je tip zglobnog djelomično niskopodnog tramvaja kojega je od 1998. do 2000. proizvodila poljska tvrtka Konstal. Tramvaj je odvojen od tipa Konstal 112N zbog toga što ima tri dijela.
1998. je napravljen prototip (tip 116N), a kasnija proizvodnja se odvijala u tri serije (tip 116Na: 1998., tip 116Na/1: 1998. do 2000.). Rađeni su jedino za Varšava. Svih 29 vozila ovoga tipa je još u upotrebi. 

## Konstrukcija
Konstal 116N je jednosmjerni, zglobni, osmoosovinski motorni tramvaj koji je dijelom niskopodan (61% poda). Karoserija tramvaja je napravljena od metala i obložena limom. Pod je visok 890 mm iznad kolosijeka, dok u niskopodnom dijelu visina poda je 340 mm. Pod je izrađen od vodootpornog materijala i pokriven gumenom protukliznom podlogom. Tramvaji tog tipa ne mogu voziti na kolosijeku manjem od 1435 mm. Tramvaji 116N su opremljeni tiristorima GTO.

## Prodaja tramvaja
Od 1998. do 2000. godine je bilo proizvedeno 29 tramvaja.
| Država  | Grad    | Tip     | Godine prodaje | Prodano vozila | Garažni brojevi | Izvor |
| ------- | ------- | ------- | -------------- | -------------- | --------------- | ----- |
| Poljska | Varšava | 116N    | 1998.          | 1              | 3002            | [ 1 ] |
| Poljska | Varšava | 116Na   | 1998.          | 2              | 3003–3004       | [ 2 ] |
| Poljska | Varšava | 116Na/1 | 1998. – 2000.  | 26             | 3005–3030       | [ 3 ] |

## Galerija
- Tramvaj 116Na/1
- Tramvaj 116Na
- Tramvaj 116Na/1, linija br. 28